# CLEVER

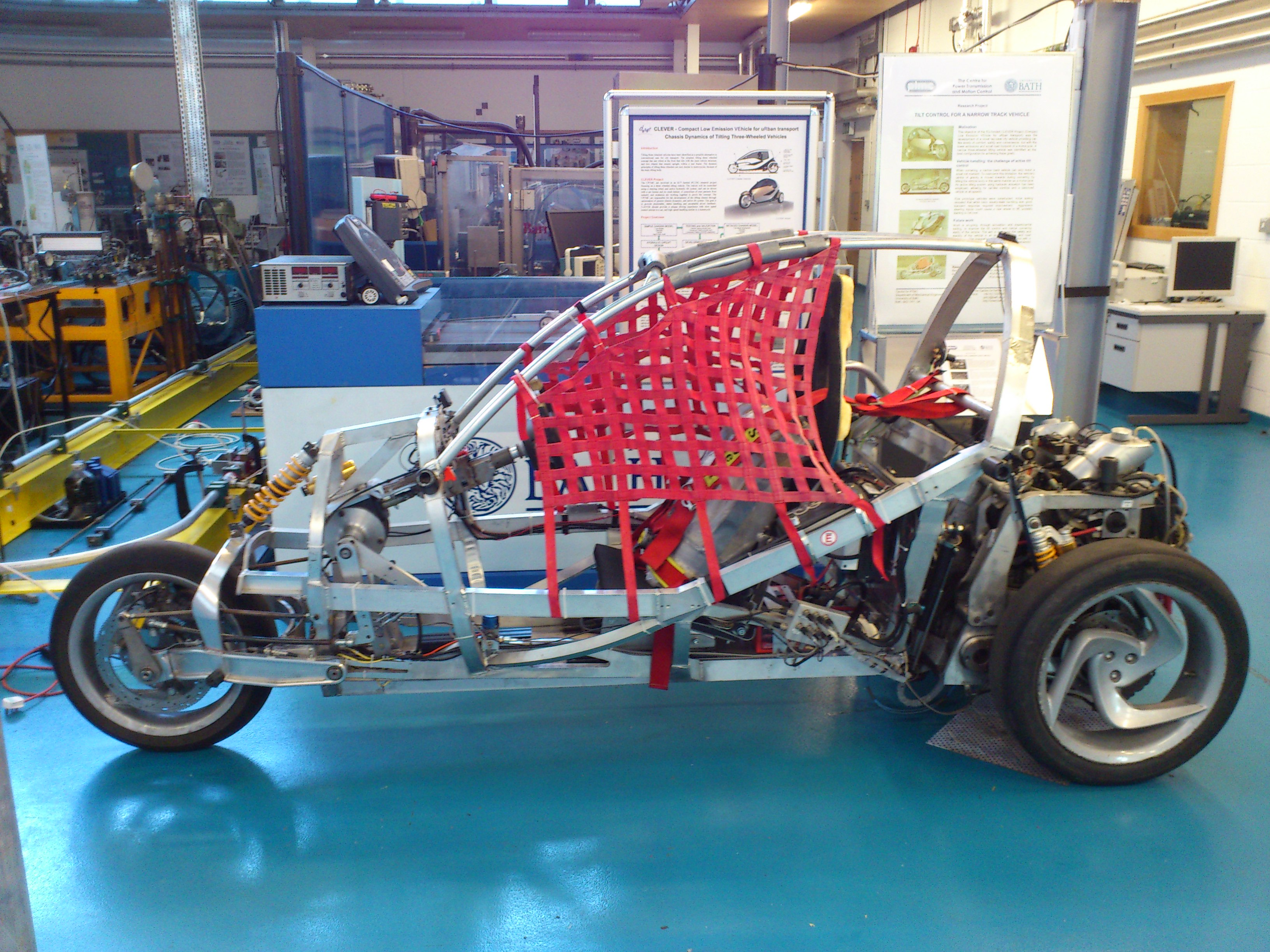
Prototyp trójkołowca CLEVER

CLEVER (Compact Low Emission Vehicle for Urban Transport) – prototyp trójkołowca opracowany przez Uniwersytet Bath we współpracy z BMW

## Charakterystyka
CLEVER jest prototypem pojazdu o małych rozmiarach przeznaczonego do poruszania się po dużych aglomeracjach miejskich. Konstrukcja trójkołowca przypomina rozwiązania techniczne zastosowane w holenderskim pojeździe Carver i amerykańskim VentureOne.
Do napędu trójkołowca zastosowano silnik na gaz ziemny. Aby zmniejszyć szerokość pojazdu w wersji dwuosobowej do jednego metra, siedzenia kierowcy i pasażera umieszczono w układzie tandem.